# Musique mesurée
Die Musique mesurée (frz. „metrische Musik“, auch Musique mesurée à l’antique „Musik in antiken Versmaßen“) war ein Kompositionsmodell der Vokalmusik des späten 16. Jahrhunderts in Frankreich. Ausgehend von der Silbenquantität in Gewichtssprachen wie dem Altgriechischen wurden die Silben des Französischen je nach ihrer Länge in langen und kurzen Notenwerten gesetzt. Sie erschienen im homophonen Satz und in einer metrischen Ordnung, nach dem Vorbild der Musik des antiken Griechenlands, wie sie im 16. Jahrhundert verstanden wurde.
Obwohl diese Kompositionsmethode zunächst keine weite Verbreitung fand, haben sich einige der bekanntesten Komponisten ihrer Zeit mit ihr beschäftigt. Ihr Wunsch, das künstlerische Ethos der Antike insbesondere durch die Textdeklamation wiederzuerwecken, hatte starke Parallelen zu italienischen Zeitströmungen, z. B. zur Florentiner Camerata, die die Oper als neue Kunstform schuf und damit die Barockmusik einleitete.

## Geschichte
Die nach der Methode der Musique mesurée komponierten Werke entstanden nach dem Vorbild der Vers mesurés. Seit den späten 1560er-Jahren begann die Dichtergruppe der Pléiade unter der Führung von Jean-Antoine de Baïf, die Metrik der altgriechischen und lateinischen Dichtung in der französischen Sprache nachzuempfinden. Dazu verwendeten sie die Silbenquantisierung der alten Sprachen. Dieser Versuch war allerdings eher theoretischer Natur; Baïf und seine Dichterkollegen wollten im Zeitalter der Hugenottenkriege die Menschen durch den Gebrauch der antikisierende Ausdrucksweise verbessern, da sie sich von ihr eine positive ethische Wirkung auf die Hörer versprachen. Mit der Billigung des französischen Königs Karl IX. trafen sie sich heimlich, um 1570 die Académie de musique et de poésie zu gründen. Neben Baïf beteiligten sich der ihm befreundete Komponist Joachim Thibault de Courville und der Dichter Pierre de Ronsard.
Obwohl die ursprüngliche Académie sich bereits nach wenigen Jahren aufgelöst hatte, hielten einige Komponisten die Idee der Musique Mesurée für so gut geeignet, dass sie sie als ihre hauptsächliche Kompositionstechnik verwendeten. Die bekanntesten unter ihnen waren Claude Le Jeune, Jacques Mauduit, Eustache du Caurroy, Nicolas de la Grotte und Guillaume Costeley.

## Kompositionsstil
Musique mesurée erschien zuerst in französischen weltlichen Chansons. Sie waren zumeist fünfstimmig und a cappella, obwohl Vokalmusik zu dieser bereits die Instrumentalbegleitung kannte, und in Strophe-Refrain-Form verfasst. Die Musique mesurée wurde danach für andere musikalische Genres verwendet, auch auf geistliche wie Psalmvertonungen. Die Satzweise war überwiegend homophon.
Die Anordnung von Längen und Kürzen, die dem Versmaß der Dichtung folgte, war unregelmäßig und führte zu einem Höreindruck, der wie unregelmäßige Taktwechsel in der modernen Musik erscheint. Kurze Melismen kamen in der Stimmführung vor allem bei Claude Le Jeune vor. Lange und kurze Silben wurden mit Notenwerten im feststehenden Verhältnis 2:1 wiedergegeben, z. B. Vierteln für die langen, Achtelnoten für die kurzen Silben. In der modernen Notenschrift würden sich dadurch unregelmäßig lange Takte ergeben, weshalb die Musique mesurée hier ohne Taktgrenzen gesetzt wird oder nur mit Taktstrichen am Ende von Phrasierungen.
Obwohl die Musique mesurée zunächst nur einer kleinen Gruppe von Musikern und Komponisten bekannt war und in einem kleinen Wirkungskreis praktiziert wurde, wirkte sie auf die französische Musik des folgenden Jahrhunderts. Die seit der 1580er-Jahre populäre weltliche Air de Cour benutzte die metrische Technik mit gereimten Versen. Noch im späten 17. Jahrhundert war der Einfluss der Musique mesurée im französischen Rezitativ von Opern und geistlichen Werken bemerkbar.